# Onomástica árabe
Existen dos tipos principales de onomástica árabe: la clásica y la moderna.

## Onomástica árabe clásica
Los nombres propios se componían de los siguientes elementos:
- Kunya (كنية), sobrenombre, la mayor parte de las veces representa a una forma respetuosa y al mismo tiempo íntima de dirigirse a la gente. Formado por la partícula de filiación (a)bu (أبو), "padre [de]", seguida del nombre propio del primer hijo varón o excepcionalmente de otro nombre por alguna otra causa. Para las mujeres la partícula es umm(u) (أم), "madre [de]".

v.g. Abu Ahmed
En Persia la kunya era empleada principalmente por los musulmanes no árabes.
v.g. Abu Muslim
Nota: la palabra kunya, inicialmente "sobrenombre", ha evolucionado al castellano alcurnia con el significado de "linaje, ascendencia, estirpe": al-kunya > alcunia > alcuña (alcunha en portugués) > alcurnia.
- Ism (إسم), nombre es el que corresponde a una persona y precede a los indicadores de familia. Puede ser simple o compuesto.
  - Simples: Ahmad, Ibrahim, Muhammad, Yusef, Ali, Omar.
  - Compuestos: por ejemplo, con ‘abd (esclavo de), seguido de uno de los 99 nombres de Dios: Abd Allah (Esclavo de Dios), Abd an-Nasir (Esclavo del Victorioso), Abd al-Rahman (Esclavo del Clemente), etc.; la versión femenina es amat ('esclava (de)' o 'servidora (de)'). Compuestos con una palabra seguida de ad-Din (de la religión): Lisan ad-Din (Lengua de la Religión), Nasr ad-Din (Victoria de la Religión), Nur ad-Din (Luz de la Religión).

- Cristianos: Hasta cierto punto, la mayoría de los árabes cristianos tienen nombres que no se distinguen de los de sus vecinos musulmanes, pero los árabes cristianos no utilizan los nombres específicamente musulmanes tales como Muhammad (Mahoma). También hay versiones árabes de nombres de pila (por ejemplo, los nombres de santos) y de los nombres de origen griego, armenio o asirio. La adopción de nombres europeos, especialmente franceses (en menor medida, españoles en Marruecos), han sido una convención desde hace siglos para los árabes cristianos, especialmente (pero no sólo) en el Oriente Medio. Así, George Habash, Charles Helou, Camille Chamoun, etc. Otros ejemplos de nombres utilizados exclusivamente por los árabes cristianos son en honor de Jesucristo, como Abdul Yasu (“esclavo de Jesús” o “servidor de Jesús”; la forma femenina es Amat Yasu, “esclava de Jesús” o “servidora de Jesús”), Abdul (Amat) Masih (esclavo/a o servidor/a de Mesías), Maryam umm Yasu (María, madre de Jesús), Yusef abu Yasu (José, padre de Jesús), Yasu ibn Maryam (Jesús, hijo de María), Yasu ibn Yusef (Jesús, hijo de José), y Yasu Ullah (Jesús de Alá, Jesús de Dios); Abd al-Ilaah, un equivalente al nombre musulmán Abdullah o Abdallah ("esclavo de Dios" o "servidor de Dios") es también utilizado por árabes cristianos.

Los convertidos al Cristianismo pueden cambiar su nombre si este es específico del Islam. Un hombre nombrado Samir no tiene que cambiar este, porque simplemente significa “agradable amigo” y no hay fondo islámico, y un hombre nombrado Isma‘il tampoco tiene cambiar este, porque Isma‘il tiene significado tanto cristiano como musulmán, ya que Isma‘il es la forma árabe de “Ismael.” En cambio, una mujer con el nombre de Fátima puede elegir cambiar su nombre para separarse de su trasfondo musulmán y prevenir confusión, pues Fátima era la hija de Mahoma. 
- Nasab (نسب), genealogía o descendencia (patronímico), indica la idea de filiación que, de no abreviarse, puede llegar, en caso de conocerse, al antepasado más remoto. Formado por la unión del nombre del hijo con la partícula de filiación ibn / ben (bin), hijo [de], más el nombre del padre/abuelo/bisabuelo/tatarabuelo/etc. En algunos lugares se usa uld en lugar de ben, con el mismo significado. Para las mujeres la partícula es bent (bint), hija [de].

- Laqab (لقب), apodo es un sobrenombre que se añadía a veces. Principalmente servía para alabar o ridiculizar a una persona.

v.g. Al Mansur, el victorioso; Al Ahdab, el jorobado; Al Tauil, el largo.
- (I)smu Mansab (إسم منصب) es un nombre que indica la profesión. Era otro apodo que también se añadía a veces.

v.g. Al Katib, el escriba; "Al Fayyar", el alfarero.
- Nisba (نسبة), parentesco, alianza, filiación. A veces uno o más adjetivos que indican tribu, nación, origen, etc. complementan la idea de filiación de la nasab.

v.g. Al-Juarismi (de Corasmia) (الخوارزمي); Al Andalusí (de Al Andalus); Al Mursí (de Murcia); Al Sebtí (de Ceuta); Al Tabarí (de Tabaristán); Al Balansí; (de Valencia); "Al Iskandarí" (de Iskandaría o Alejandría).

### Ejemplo
ابو كريم محمد الجميل بن نضال بن عبد العزيز الفلسطين

Abu Karim Muhammad al-Jamil ibn Nidal ibn Abdulaziz al-Filistini

"ʼabū karīmi muHammadu-l-jamīlu-bnu niDāli-bni ʻabdi-l-ʻazīzi-l-filisTīnī"
Traducción:

Padre de Karim, Mahoma, el guapo, hijo de Nidal, hijo de Abdulaziz, el palestino

(karim significa “generoso”, Mahoma (muhammad) significa “alabado”, jamīl significa “guapo”, abdulazīz significa “esclavo del Magnificente” o “servidor del Magnificente”, y este es uno de los 99 nombres de Dios.)

Abu Karim es un kunya, Muhammad es su ism, al-Jamil es un laqab, Nidal es su padre (nasab), Abdulaziz es su abuelo (nasab de generación segunda) y "al-Filistini" es nisba de su familia.

## Onomástica árabe moderna
Los nombres árabes en la mayoría de los países se han simplificado y actualmente están formados por un nombre personal (ism) más un nombre familiar (nasab). En determinadas circunstancias y en función de la personalidad, el nombre va precedido de Mudir ("director"), Muley (equivalente a "Excelencia"), Jeque, Sidi (equivalente a "Sr. Don"), Hady (peregrino a La Meca), etc. 
v.g. Said Auita, Mohamed Alí, Jalid Machal, Ahmed Iasín, Yaser Arafat (seudónimo), Jeque Ahmed Iasín.
No todos los nombres árabes son nativo árabe. Muchos tienen orígenes persas, afganos, pakistaníes, malayos, y turcos.

## Glosario de nombres árabes

### Femeninos

#### A
- Assilem: la mejor, la que puede, la que mucho ama.
- Abir; perfume
- Abla
- Adiba; instruida
- Adila; justa
- Adla; melancolía
- Afaf; casta
- Afifa; casta
- Aisha (Aicha, Auicha, Aiacha), Abush es su hipocorístico; esposa de Mahoma.
- Aída; visita
- Alía; noble
- Alma; sabia
- Almira; la princesa
- Amal; esperanza
- Aman; paz
- Amatallah: esclava de Alá, esclava de Dios, servidora de Alá, servidora de Dios
- Amina; fiel, vera
- Amira, Emira; princesa
- Anan; horizonte
- Asmaa; sublime
- Azahara; azahara (flor)
- Aziza; querida, azahara
- Awatif; sentemientos
- Anissa;

#### B
- Badia; beduina
- Badra; claro de luna , grano
- Bahía; plena de belleza , guapissima
- Batul; doncella
- Budur; luna llena , granos
- Bustan; jardín
- Bornía; ánfora (por la forma de la mujer) >deriva al castellano:

#### C
- Cadira, poderosa
- Cabira, grande

- Carima, generosa
- Casima,
- Charafae, honestidad
- Chaymaa,  jardín de flores

#### D
- Dahbia; dorada
- Dalal; coqueta, amorosa
- Dalfin; constelación del Delfín
- Dalia; dalia (flor)
- Dalila; guía
- Dayree; Belleza rara y poco común o prohibida (Belleza maldita y sabia)
- Dhamar; Belleza del Alma
- Dawia
- Dilek; deseo
- Doha; alba
- Dunia; vida
- Duria; brillante
- Durra; perla perfecta
- Drifa; amable
- Drisia; culta
- Dikra; recuerdo

#### E
- Emai; ofrenda

#### F
- Fadela (Fdila); virtuosa, elegida
- Fadia (Fadua)
- Fadua; tiempo de sacrificio, el sacrificio, el rescate, el precio más alto, dando a los grandes.
- Fadua; regalo de Dios
- Fahima; inteligente
- Faida(Fadua)
- Farah; la alegría, la fiesta religiosa
- Farhana (Ferhana); contenta
- Faridah; extraordinaria, única
- Fatiha; de carácter abierto.
- Fatima (Fátima, Fatma, Fadma); hija de Mahoma; significa joven camella, su hipocorístico es Fetuma.
- Fatim Zohra (Fatim az Zohra); Fatima la brillante.
- Frikia; reflexión
- Fula; flor variedad del jazmín
- fatine, guapassima
- Fanan; La Rama.artista
- Farid; Único
- Faesse: (Faisi) Victoria
- Ferdaouss: Paraíso

#### G
- Gamar (Gamra, Gamria); luna (kamar) lomas correcto , luna
- Ghazela (Ghuzlan); gacela (ghazala) , guapa , gazela
- Ghafira (Ghufaira); clemente
- Ghita; lluvia esperada , misericordia
- Gulzar: jardín de la rosa

#### H
- Habiba (Jabiba); querida, amada
- Hajar
- Hayar (Agar); madre de Ismael
- Hayila (Jayila); polluelo de la perdiz
- Haquima; docta (sabia)
- Hamama (Jamama); paloma
- Hamida  (Jamida); digna de alabanzas
- Hana; felicitación
- Hania; tranquila
- Hanifa
- Hanna (henna)
- Haua (Eva)
- Hashem
- Hasna (generosa, buena, bella persona)
- Hasina
- Hasiba
- Hiba
- Hilal (luna)
- Hind
- Hinda
- Horra (libre) sin como el viento libertad
- Huda (dirección derecha)
- Husnia
- Huiam
- Huuatat

#### I
- "'Ikram"'
- Ilham
- Iliana
- Iman
- Inas (Ines)
- Inaya
- Insaf: significa equidad
- Izdihar (Isdihar)
- Imelda
- Icram
- itimad
- Hamza

#### J
- Jadille
- Jadiya
- Jadira
- Jalida
- Jalila
- Jalisa
- Jamisa
- Jitam
- Jenata
- Jamilah
- Julud : Eternidad
- Jazzera
- Janen
- jawad

#### K
- Kaltouma
- Kaoutar: el río que atravesaba el Paraíso
- Keltom
- Keltouma: princesa griega
- Khadija

#### L
- Lafifa
- Leyla: noche
- Lamia
- Latifa
- Lila
- Lubaba
- Lubna
- Luma
- Lunya

#### M
- Mabruka
- Madania
- Malak: Ángel
- Malika: Reina
- Manal: anelo
- Mansora, Mansura: victoriosa por socorro divino
- Mariam: María
- Mimuna
- Muna: Deseo
- Marwa

#### N
- Nasira: Victoriosa
- Nadra
- Nadya, Nadia: Persona que llama
- Nahir: (significado mujer bendecida por Dios), escrito en Biblia
- Najwa
- Naíma: Bendecida
- Nasiba
- Nurah o Nora: Luz
- Nahime
- Nasir: Vencedor
- Nezha o Nazha
- Nisryn
- Nitzan: Agua

#### O
- Obaida: Pequeña sierva de Dios
- Ozmana (Otmana): honesta, honrada, sincera, genuina

#### Q
- Qods: Nombre de la mezquita de Jerusalem.

#### R
- Radia: Bendición
- Raguida
- Rahma: Misericordia
- Rashida: Bien encaminada
- Rihab: La tierra amplia
- Riham: Lluvia suave
- Rim: Ciervo blanco
- Romaisa
- Roya, Ruya: dulce sueño
- Rania

#### S
- Shayla:  bonita, mujer de alma buena
- Sahara: Desierto
- Saida: feliz
- Sálim o Salím: Pacífico
- Salma: Pacífica
- Samar: Rocío
- Shamira: Especial, mujer que entretiene con hablas de Dios
- Shakira: agradecida
- Shahnaz: orgullo del rey
- Shahrazad: persona de la ciudad
- Shoreh: famosa
- Sumaya
- Shadia
- Safa
- Siham

#### T
- Thurayya, Soraya: Luz, felicidad

#### Y
- Yamil: bello, guapo
- Yamile/Yamila - hermosa, linda
- Yasmin: Jazmín
- Yamna: Diestra

#### Z
- Zubaida
- Zuleija

### Masculinos

#### A
- Abbas: austero
- Abduhu, Su siervo (de Allah)
- Adam: Adán
- Adil: justo
- Ahmed: El alabado, digno de alabanzas
- `Alā': elevado
- `Ala' Allah: nobleza de Alá, nobleza de Dios
- `Alā-'ad-Dīn, `Ala' Addin: Aladín, Aladino; elevación de la religión
- Alí: elevado
- Amer: lleno
- Ammar
- Amin: fiel y confiable
- Amir: príncipe
- Aquil: Persona razonable
- Abdussamad : Siervo del Eterno
- Abdelsalam: Siervo de la Paz (Paz: uno de los nombres de dios)
- Abdulaziz: Siervo del Querido
- Abdullah: Abdalá; esclavo de Alá, esclavo de Dios, servidor de Alá, servidor de Dios
- Aziz: Querido.
- Ataullah, don de Allah
- Anis, buen compañero
- Anas
- Ayub: Job

#### B
- Baraa: inocencia
- Bari, Abdul Bari, siervo del Inocente
- Bader, luna llena
- Badruddin, luna llena de la religión
- Basem, sonriente
- Bassam, muy sonriente
- Barak: gracia, suerte
- Brahim, deformación del nombre Ibramim

#### D
- Dawud - Dawod: (David)
- Dirar

#### F ف
- Fadel virtuoso
- Fadi(mártir, redentor)
- Fadil muy virtuoso
- Fudeil, diminutivo de Fadil
- Fadl, virtud
- Fadlan, virtuosísimo
- Fahd (Fahed), pantera
- Fahim: inteligente
- Faiz, triunfado
- Fauwaz
- Fajer que se enorgullece
- Fajri
- Faleh, exitoso
- Faray
- Farid, único en su tipo
- Faris, caballero
- Firas
- Faruq
- Fateh, conquistador
- Fatih
- Fathi
- Faisal
- Fayeq, despierto
- Fauzi
- Farhan, feliz
- Farhat
- Fathullah, ayuda de Alla
- Fuad, (corazón, cariñoso)

#### G
- Ghassan
- Ghali, preciado
- Ghani, Abdul Ghani, siervo del Poseedor de riquezas
- Ghazi, combatiente

#### H
- Haidar, León
- Hashem, que parte huesos y carne= muy generoso
- Hakam
- Hakem, ajusticiador,
- Hakim, sabio, justo
- Hani
- Hasan, bello
- Husein, diminutivo de Hasan, lindo
- Hassan . muy bello, atractivo
- Hassun
- Husni, diminutivo de husein
- Hussein, de Hisn, fortaleza, diminutivo de fortaleza
- Hisham , generoso
- Habib, amado
- Halim, sabio, atinado
- Hud, nombre de un profeta
- Hamid, alabado
- Hamed, quien alaba
- Hammud, diminutivo de Ahmed
- Haidar
- Husam
- Haizam , Haitham

#### I
- Ilias: Elías (profeta)
- Ibrahim: Abraham
- Iskandar: Alejandro
- Ismail (Ismael) o (Smail): Dios escucha
- Issam
- imad o (emad)
- Idris, Enoch

#### J
- Jamis, jueves,
- Jalil, compañero
- Jaled, eterno
- Jaldun

#### K
- Karim: generoso
- Kazem

#### M
- Mahmud: persona al que se agradece algo
- Malik, Malek: rey, poseedor, soberano
- Mas’ud: afortunado
- Muhammad
- Mouyed, ayudante
- Mustafá - el elegido
- Mansur - victorioso por socorro divino
- Mehdi o Mahdi: Salvador
- Muhsin - hombre caritativo
- Mua'dh
- Mannan

#### N
- Nabil: Noble
- Nader
- Nahim
- Naji
- Najib
- Nasif
- Nasser
- Nawid: derivan desde el nombre persa "Naveed"; buenas noticias, llevador de las buenas noticias, superiores deseos
- Nazih
- Nahir: como el arroyo manso

#### O
- Omar: vida, primero hijo
- Omair, diminutivo de Omar
- Otmán, Ozmán: honesto, honrado, sincero, genuino, el mejor
- Okasha

#### Q
- Qais
- Qaisar
- Qasem

#### R
- Rahim : compasivo
- Rahman: misericordioso
- Rashid: valiente
- Ridha - contento
- Ruhullah: Ruhulá; alma de Alá, alma de Dios, espíritu de Alá, espíritu de Dios
- Ra'd, rayo

#### S
- Saad contento, feliz
- Sadoun, adortunado, Forunato.
- Said; Feliz
- Saud
- Salahuddin: Saladín, Saladino; restaurador de la fe
- Salah: Restaurador
- Saleh, nombre de un profeta del Yemen, piadoso.
- Shihab: brillante estrella ese alumbra en los cielos, meteoro, estrella fugaz
- Shamsuddin: sol de la religión
- Shaker: Agradecedor
- Shakir, agradecido
- Samer, amistoso
- Samir; Amigo fiel
- Salamah
- Salem
- Salim
- Salaam: Paz
- Salman
- Saddam
- Samad: eterno, absoluto
- Samed (que se mantiene)
- Suhaib , compañero

#### T
- Tamer
- Tamim
- Taisir, facilidad
- Taha, dos letras del alfabeto árabe y que cita el Corán, uno de los nombres de Muhammad.

#### U
- `Ubaydallah, `Ubaidallah: Abdías; esclavo joven de Alá, esclavo joven de Dios, servidor joven de Alá, servidor joven de Dios
- Unais, diminutivo de Anas, agradable

#### W
- Wahid: único
- Wahed, uno, Abdul Wahed, siervo del Único
- Walid: Recién nacido
- Wadia'h
- Wali, responsable, tutor, Abdul Wali
- Wadi'i
- Wael

#### Y
- Yusef: José
- Yasin : letras del alfabeto árabe Yia, Sin, nombre de un capítulo del Corán uno de los nombres de Muhammad.
- Yunes: Jonás
- Yamil: Bonito
- Yamal, belleza
- Yalaluddin

#### Z
- Zakaría
- Zahed, Zayid
- Zaher
- Zahi
- Zaím: Líder
- Zaki
- Zaid; superabundante
- Zayed, Grandeza
- Zein, bello
- Zeineddin, Zeineldin (zinedine, en francés); belleza de la religión; زِينْ الدِين
- Zuheir, Zuhair: florecido

## Nombres árabes y su equivalente bíblico
Correspondencias en medio de árabe, hebreo, y español.
| Nombre Árabe             | Nombre Hebreo      | Nombre Español                 |
| ------------------------ | ------------------ | ------------------------------ |
| Al-Yasa                  | Elišaʿ             | Eliseo                         |
| Ayyub                    | Iyyov, ʾIyyôḇ      | Job                            |
| Binyamin                 | Binyamin           | Benjamín                       |
| Dāwūd                    | Davīd              | David                          |
| Efraim                   | Efráyim            | Efraím, Efraín                 |
| Hārūn                    | Aharon             | Aarón                          |
| Hawwa                    | Havah              | Eva                            |
| Ibrahīm                  | Avraham            | Abraham                        |
| Ilyas                    | Eliyahu            | Elías                          |
| `Īsā/Yassou *            | Yehoshua*          | Jesús, Josué                   |
| 'Isḥāq                   | Yitzḥak            | Isaac                          |
| 'Ismā`īl                 | Yišmā`êl, Yišma`el | Ismael                         |
| Isrā'īl                  | Yisraʾel, Yiśrāʾēl | Israel                         |
| Jibrīl                   | Gavri’el           | Gabriel                        |
| Jad                      | Gad                | Gad                            |
| Jurj                     | Girgis             | Jorge                          |
| Maryam                   | Miriyam            | María                          |
| Matta                    | Matatyahu          | Mateo                          |
| Mikhā'īl                 | Mikha'el           | Miguel                         |
| Mūsā                     | Moshé              | Moisés                         |
| Nuh                      | Nóaḥ               | Noé                            |
| Sāra                     | Sara               | Sara                           |
| Sulaīmān/Suleiman        | Shlomo             | Salomón                        |
| `Ubaidallah, `Ubaydallah | Obhádhyah          | Abdías                         |
| Ya`qūb                   | Ya`qov             | Jacobo, Jacob, Santiago, Diego |
| Yahya, Youhanna**        | Yôḥānnān           | Juan                           |
| Yūnus                    | Yona               | Jonás                          |
| Yūsif/Yūsef              | Yosef              | José                           |
| Zakariya                 | Zekhariah          | Zacarías                       |

* Yassou es el nombre árabe cristiano de Jesús, pero `Īsā es la versión musulmana del nombre, como usado en el Corán. Yehoshua es también el origen de Josué.
** Youhanna es el nombre árabe cristiano de Juan, pero Yahya es la versión musulmana del nombre, como usado en el Corán.

### Nombres cristianos exclusivamente
| Nombre árabe  | Nombre español |
| ------------- | -------------- |
| Andraous      | Andrés         |
| Antun, Tanios | Antonio        |
| Bulos         | Pablo          |
| Butros        | Pedro          |
| Gattas        | Epifanio       |
| Istfan        | Esteban        |
| Marqos        | Marcos         |
| Qaisar        | César          |
| Timothaous    | Timoteo        |